# Мотор I (катер-тральщик)
Катер-тральщик «Мотор І» (болг. миночистачен катер «Мотор І») — один из тральщиков военно-морского флота Болгарии.

## История
Судно было заложено и построено в Австрии и в 1942 году - куплено болгарским правительством у судоходного общества DDSG для нужд Дунайской флотилии. Использовался в качестве патрульного катера.
Летом 1944 года он был затоплен отступавшими немецкими войсками у Русе. В 1946 году катер был поднят, отремонтирован и включён в состав флота.
В дальнейшем, «Мотор І» действовал в составе болгарского минно-трального полудивизиона при минно-тральной бригаде советской Дунайской военной флотилии, в который вместе с ним также входили три других болгарских судна (буксиры-тральщики «Искър», «Кирил Попов» и «Христо Ботев»). Он принимал участие в разминировании русла реки Дунай.
В 1946 году на совещании министров иностранных дел СССР, США, Англии и Франции в Париже были озвучены предварительные условия мирного договора с Болгарией, которые предусматривали сокращение болгарского военно-морского флота (уменьшение численности личного состава, количества кораблей и судов и их общего тоннажа). В результате, «Мотор І» был выведен из состава ВМС Болгарии.

## Описание
«Мотор І» представлял собой моторный катер длиной 13,8 метров с дизельным двигателем "Humboldt Kloekner Deutz" мощностью 100 л.с., оснащённый контактным минным тралом. Малая осадка позволяла успешно использовать катер для траления на мелководье.